# همیلتون (تاسمانی)
همیلتون (به انگلیسی: Hamilton) یک شهرک در استرالیا است که در تاسمانی واقع شده‌است.